# U 653 (Kriegsmarine)
De U 653 was een VIIC-type U-boot van de Duitse Kriegsmarine tijdens de Tweede Wereldoorlog. In zeven maanden tijd verloor de onderzeeër drie man, die overboord geslagen werden. De U-boot ging ten onder op 15 maart 1944.

## Geschiedenis
Op 16 maart voer de U 653 met machineschade, op de terugweg naar de basis van Brest, toen hij het konvooi SC-122 verkende. De U 653 kon het konvooi rapporteren en andere U-boten naar het konvooi leiden, maar kon zelf niet aanvallen.  

## Aanval op konvooi ON-166
Op 20 februari 1943 viel de U 653 onder commando van Kapitein-luitenant-ter-zee Gerhard Feiler het geallieerde konvooi ON-166 aan, dat was waargenomen door de U 604 onder leiding van Kptlt. Horst Höltring.
Om 01:16 op 24 februari 1943 lanceerde de U 653 een spreidschot van vier torpedo´s richting konvooi ON-166. Feiler rapporteerde dat hij twee schepen had gekelderd en een beschadigd. In feite had hij maar één schip geraakt, de Nederlandse Madoera van 9.382 ton. De Madoera werd geraakt in ruimvak 13 in de boeg op positie 46° 2′ 0″ NB, 39° 20′ 0″ WL BC 6956.
De bemanning verliet met de reddingssloepen het beschadigde schip. Het schip bleef echter drijven, bij daglicht werd het besluit genomen, om met een aantal bemanningsleden terug aan boord te gaan om de schade te inspecteren. Het schip was zwaar beschadigd en maakte slagzij, maar het lukte om het schip weer recht te krijgen en het water uit ruim nummer 4 en de machinekamer te pompen. De Madoera zette koers naar St. John's, Newfoundland, na een paar dagen kwam het schip terecht in een ijsveld, maar het lukte toch om St. John's op 1 maart te bereiken. Twaalf overlevenden werden opgepikt door de USS Belknap (CG-26), een aantal Nederlanders werden krijgsgevangen gemaakt door de U 591 van Kptlt. Hans-Jürgen Zetzsche. Twee sloepen werden nooit meer teruggevonden. In totaal 60 van de 86 bemanningsleden kwamen om.

## GebeurtenisU 653
18 augustus 1942 - Nabij het konvooi SL-119 viel een B-24 Liberator-bommenwerper van Squadron 120/F de U 653 aan. Gedurende de crashduik verloor men een man : Matrozengefreiter (korporaal) Willi Pröhl kon niet snel genoeg in het mangat, springen en werd overboord gespoeld tijdens de noodduik. (Er werd nadien gerapporteerd dat de matroos werd opgepikt door een Britse torpedobootjager).
Ernstig beschadigd keerde de U-boot terug naar de basis van Brest op 30 augustus.
22 december 1942 -  bootsmaat Heinz Wendler werd overboord gespoeld rond 08:10.
13 februari 1943 - Gedurende hevige zeegang verloor de U 653 Oberleutnant-II-Klasse-zur-See Werner Laudon, die overboord geslagen werd. 
9 maart 1943 - Bootsmaat Walter Mayer ging overboord.

## Ondergang
De U 653 werd tot zinken gebracht op 15 maart 1944 in de Noord-Atlantische Oceaan, in positie 53° 46′ 0″ NB, 24° 35′ 0″ WL door dieptebommen van een Swordfish-vliegtuig van de Britse escorte-vliegkampschip HMS Vindex en door dieptebommen van de Britse sloeps HMS Starling en HMS Wild Goose. Oberleutnant Hans-Albrecht Kandler en zijn 51 manschappen, verloren hierbij allen het leven.

## Commandanten
- 25 Mei 1941 - 30 Sep. 1943: Kptlt. Gerhard Feiler
- 1 Okt. 1943 - 15 Maart 1944: Oblt. Hans-Albrecht Kandler (+)